# Ambassadeur du Maroc en Arabie saoudite
L'ambassadeur du royaume du Maroc auprès du royaume d'Arabie saoudite est le représentant officiel de Rabat en Arabie saoudite, l'ambassade du Maroc est située à avenue Abdellah Ibn Hudafa Al Sahmi à Riyad. Le poste d'ambassadeur est actuellement occupé par Mustapha Mansouri depuis le 26 novembre 2014,.

## Liste des ambassadeurs
| Nom                 | Fonction          | Date d'accréditation diplomatique | Date de fin de mission | Roi du Maroc          | Roi d'Arabie saoudite           |
| ------------------- | ----------------- | --------------------------------- | ---------------------- | --------------------- | ------------------------------- |
| Mohammed Ghazi      | Ambassadeur       | 27 avril 1957                     | 31 décembre 1961       | Mohammed V            | Saoud ben Abdelaziz Al Saoud    |
| Fatmi Benslimane    | Ambassadeur       | 31 décembre 1961                  | 23 octobre 1968        | Hassan II             | Fayçal ben Abdelaziz Al Saoud   |
| Abderrahmane Baddou | Ambassadeur       | 23 octobre 1968                   | 11 juillet 1971        | Hassan II             | Fayçal ben Abdelaziz Al Saoud   |
| Dey Ould Sidi Baba  | Ambassadeur       | 11 juillet 1971                   | 1er janvier 1972       | Hassan II             | Fayçal ben Abdelaziz Al Saoud   |
| Abderrahmane Baddou | Ambassadeur       | 1er janvier 1972                  | 31 décembre 1975       | Hassan II             | Fayçal ben Abdelaziz Al Saoud   |
| Mahmoud Alami       | Ambassadeur       | 1er janvier 1976                  | 31 décembre 1976       | Hassan II             | Fahd ben Abdelaziz Al Saoud     |
| Moulay Zine Alaoui  | Ambassadeur       | 1er janvier 1982                  | 31 décembre 1986       | Hassan II             | Fahd ben Abdelaziz Al Saoud     |
| Ahmed Ramzi         | Ambassadeur       | 1er janvier 1988                  | 31 décembre 1988       | Hassan II             | Fahd ben Abdelaziz Al Saoud     |
| Mohamed Tazi        | Ambassadeur       | 1er janvier 1993                  | 31 décembre 1994       | Hassan II             | Fahd ben Abdelaziz Al Saoud     |
| Hassan Abouyoub     | Ambassadeur       | 20 juillet 1994                   | 31 décembre 1995       | Hassan II             | Abdallah ben Abdelaziz Al Saoud |
| Abdelkarim Semmar   | Ambassadeur       | 1er janvier 1996                  | 1er septembre 2009     | Hassan II/Mohammed VI | Abdallah ben Abdelaziz Al Saoud |
| Ibrahim Ajouli      | Chargé d'affaires | 1er septembre 2009                | 9 mars 2013            | Mohammed VI           | Abdallah ben Abdelaziz Al Saoud |
| Abdeslam Baraka     |                   | 9 mars 2013                       | 26 novembre 2014       | Mohammed VI           | Abdallah ben Abdelaziz Al Saoud |
| Mustapha Mansouri   |                   | 26 novembre 2014                  | en cours               | Mohammed VI           | Salmane ben Abdelaziz Al Saoud  |